# 長間站
長間站（日语：／ Nagama eki */?）是位於岐阜縣羽島市上中町長間，名古屋鐵道（名鐵）的竹鼻線車站（現已廢除）。

## 歷史
- 1929年（昭和4年）4月1日 - 車站啟用[2]。
- 1944年（昭和19年） - 車站暫停服務[2]。
- 1947年（昭和22年）頃 - 車站恢復服務[2]。
- 日子不詳 - 成為無人車站[2]。
- 2001年（平成13年）10月1日 - 江吉良至大須之間廢止，此站也廢止。

## 車站構造
車站是一座地面車站，設有1面1線的單式月台。此站曾經設有2面2線的月台。在廢止前一刻，此站沒有車站大樓，只有月台。由於月台只可容納2卡車廂，4卡編成的列車後方2卡不會開啟。
在廢站後截至2021年2月還有月台遺蹟。

### 配線圖
| ← 大須方向      | 長間站 站內配線略圖 | → 笠松方向 |
| 图例 参考文献： |                     |            |

## 利用狀況
- 在中提及在1992年度，當時1日平均上下車人次為246人，為除岐阜市內線均一車費區間內各站（岐阜市內線、田神線、美濃町線徹明町站至琴塚站之間）外名鐵所有車站（342站）中排名第307，竹鼻線、羽島線（16站）中排名第14[1]。

## 車站周邊
- 長間藥師寺（日语：長間薬師寺）
- 名神高速道路羽島巴士站

## 相鄰車站
名古屋鐵道
竹鼻線（廢止區間）
牧野－長間－中區

## 註腳
1. 1 2  名古屋鐵道廣報宣傳部（編）. . 名古屋鐵道. 1994: 651–653 （日语）.
2. 1 2 3 4  名古屋鉄道広報宣伝部（編）. . 名古屋鉄道. 1994: 875 （日语）.
3. ↑  電氣車研究會，《鐵道畫刊》通卷第816號 2009年3月 臨時增刊号 「特集 - 名古屋鉄道」，卷末折込「名古屋鉄道 配線略図」